# Terminatorul 3: Supremația roboților
Terminatorul 3: Supremația Roboților, (titlu original: Terminator 3: Rise of the Machines) abreviat și T3, este un film science fiction/acțiune din 2003 regizat de Jonathan Mostow. Din distribuție fac parte Arnold Schwarzenegger, Nick Stahl, Claire Danes și Kristanna Loken. Este continuarea filmelor Terminatorul (1984) și Terminatorul 2: Ziua Judecății (1991). Filmul a avut premiera în Statele Unite pe 2 iulie, 2003.
După eșecul lui Skynet de a o ucide pe Sarah Connor înainte ca fiul ei să fie născut, și de al ucide pe John când era copil, mașinile trimit alt terminator în trecut, cu scopul de a ucide câți mai mulți ofițeri ai rezistenței înainte de "Ziua Judecății", inclusiv pe John și viitoarea sa soție.

## Distribuția
| Actor                 | Rol                                      |
| --------------------- | ---------------------------------------- |
| Arnold Schwarzenegger | Terminatorul                             |
| Nick Stahl            | John Connor                              |
| Claire Danes          | Kate Brewster                            |
| Kristanna Loken       | T-X                                      |
| David Andrews         | Locotenent General Robert Brewster, USAF |
| Mark Famiglietti      | Scott Mason                              |
| Earl Boen             | Dr. Peter Silberman                      |

Linda Hamilton a fost contactată pentru a reinterpreta rolul lui Sarah Connor, dar l-a refuzat. John explică în T3 că Sarah a murit de leucemie în 1997

## Recepție
Terminator 3 a câștigat $150 milioane în Statele Unite și $433 milioane mondial cu un buget de $170 milioane. Deși un succes, a eșuat să egaleze performanțele predecesorilor săi. A primit revizii pozitive în proporție de 70% pe situl Rotten Tomatoes. Terminatorul și Terminatorul 2 au primit amândouă 100% revizii pozitive. James Cameron, care a creat franciza Terminator dar care nu a fost implicat în producerea lui T3, a declarat pentru BBC că filmul e "într-un singur cuvânt: grozav".  În New York Times, A. O. Scott a spus despre film că "esențial e un film de categoria B, mulțumit să fie zgomotos, prost și evident".

## Continuări
Josh Friedman, producător al serialului din 2008 al Fox Broadcasting, Terminatorul: Războiul continuă, a cărui acțiune se desfășoară după Terminatorul 2: Ziua Judecății, a declarat într-un interviu că evenimentele din Terminatorul 3: Supremația Roboților se desfășoară într-o istorie alternativă față de cea a serialului TV.
Continuitatea intrigii francizei este pusă la îndoială în primele scene ale filmului, în care John Connor narează evenimentele care au dus la situația curentă. În timpul acestei scene, el indică că Terminatorii au eșuat să-i ucidă mama înainte să se nască, și de aceea au încercat din nou când avea 13 ani. Aceasta este o eroare de continuitate între T2 și T3, deoarece este evident că în timpul evenimentelor din T2, John avea 10 ani. Totuși regizorul T3 Jonathan Mostow a declarat ca aceasta a fost o decizie creativă bazată pe vârsta actuală a lui Edward Furlong în timpul filmărilor pentru T2.
Un al patrulea film, Terminator Salvarea, a fost anunțat, și este programat pentru o premieră în vara lui 2009, cu un scenariu scris de John Brancato și Michael Ferris. Arnold Schwarzenegger nu își va reinterpreta rolul datorită îndatoririlor sale ca guvernator al Californiei.